# Črešnjevec ob Dravi
Črešnjevec ob Dravi – wieś w Słowenii, w gminie Selnica ob Dravi. W 2018 roku liczyła 232 mieszkańców.